# Кенни, Джун
Джун Ке́нни (англ. June Kenney; 6 июля 1933, Бостон — 25 июня 2021, Pahrump, Невада) — американская актриса кино «категории B» и телевидения.

## Биография
Джун Клэр Кенни родилась 6 июля 1933 года в Бостоне (штат Массачусетс, США). Была единственным ребёнком в семье; отец — Фредерик Кенни, строитель и сантехник ирландского происхождения; мать — Эдна (до брака носила фамилию Делорье), домохозяйка франко-канадского происхождения. Детство Джун прошло в городе Молден в том же штате.
С четырёхлетнего возраста показала талант в танцах и пении, начала появляться на бостонском радио, где была замечена «охотниками за талантами», ищущими «новую Ширли Темпл». Она подписала контракт с Warner Bros., появилась в нескольких музыкальных короткометражках. Студия была готова отправить Джун в Голливуд, но отец запретил это, так как не хотел бросать свою работу и переезжать на другой конец страны, а отпустить дочь одну был не готов. В конце концов, через несколько лет семья решилась на переезд, и около 1949 года они прибыли в Южную Калифорнию. Сначала они поселились в городе Гардина, потом переехали в Западный Голливуд.
В подростковом возрасте Джун играла в малоизвестных театральных постановках, занималась в школе танцев Meglin Kiddies. Посещала Профессиональную школу Голливуда, по вечерам подрабатывала билетёршей в известном «Китайском театре TCL». Красивую девушку приметил «агент по талантам» Пол Конер, и с 1952 года Кенни начала сниматься в кино и на телевидении. Её карьера продолжалась до 1965 года, за эти 13 лет она появилась в 24 кинофильмах и телесериалах. Обычно играла «хорошую девочку», которая попадает в нехорошую компанию или оказывается в ситуациях, не зависящих от неё. Имея рост 157 см и моложавую внешность, несколько раз успешно исполняла роли подростков. Коллега по цеху, Салли Тодд, так описывала Кенни: «Она была очень милой, очень дерзкой маленькой блондинкой. Она не продвинулась слишком далеко в своей карьере в кино, но она действительно была милой девушкой».
В 1962 году, удручённая минимальными предложениями о съёмках, устроилась на работу актрисой озвучивания рекламных роликов для лос-анджелесской радиостанции KLAC.
В 1970-х годах Кенни с мужем переехали в Лас-Вегас, где купили лошадиное ранчо. Бывшая актриса продолжала работать на радио на новом месте, добилась в этой сфере немалых успехов, и в 1997 году была включена в Зал славы Nevada Broadcasters Association.
По данным 2010 года Кенни, овдовевшая 12 лет назад, жила в городе Перамп (штат Невада). Там же актриса и скончалась 25 июня 2021 года.
Личная жизнь
8 марта 1970 года Кенни вышла замуж за мужчину, не связанного с кинематографом, по имени Ли Себастиан, взяла его фамилию. Брак продолжался 28 лет до самой смерти супруга 3 июня 1998 года. Детей от брака не было.

## Избранная фильмография

### Широкий экран
В титрах указана
- 1957 — Кукла-подросток[англ.] / Teenage Doll — Барбара Бонни
- 1957 — Девушка из колледжа[англ.] / Sorority Girl — Тина
- 1957 — Сага о женщинах-викингах и об их путешествии к водам Великого морского змея / The Saga of the Viking Women and Their Voyage to the Waters of the Great Sea Serpent — Эсмилд
- 1958 — Нападение людей-кукол / Attack of the Puppet People — Салли Рейнольдс, секретарша
- 1958 — Горячая девушка с авто[англ.] / Hot Car Girl — Маргарет «Пег» Дейл
- 1958 — Земля против паука / Earth vs. the Spider — Кэрол Флинн
- 1961 — Жажда крови[англ.] / Bloodlust! — Бетти Скотт

В титрах не указана
- 1961 — Дамский угодник[англ.] / The Ladies Man — работающая девушка
- 1965 — Деревня великанов[англ.] / Village of the Giants — девушка в подвале

### Телевидение
- 1954 — Письмо Лоретте[англ.] / Letter to Loretta — Линда Баркер (в эпизоде Man's Estate)
- 1958 — Вертолёты[англ.] / Whirlybirds — Сэнди Холт (в эпизоде Baby Face)
- 1959 — Миллионер[англ.] / The Millionaire — Джейни Уильямс (в эпизоде Millionaire Sergeant Matthew Brogan)
- 1961 — Бонанза / Bonanza — Робин Петтибон (в эпизоде The Infernal Machine[англ.])
- 1961 — Триллер[англ.] / Thriller — девушка (в эпизоде Waxworks)
- 1962 — Высокий человек[англ.] / The Tall Man — Мэри Кёртис (в эпизоде Doctor on Horseback)